# Премія «Люм'єр» (14-та церемонія)
14-та церемонія вручення Премії Люм'єр французької Академії Люм'єр відбулася 19 січня 2009 в Отель-де-Віль у Парижі. Церемонія проходила під головуванням Жанни Балібар. Фільм Клас отримав перемогу як «Найкращий фільм».

## Переможці та номінанти
Переможців у списку виділено жирним.
| Найкращий фільм | Найкращий режисер |
| --- | --- |
| Клас - Ворог держави № 1 та Ворог держави №1: Легенда - Різдвяна казка - Серафіна з Санліса - Допоможи собі сам, тоді Бог тобі допоможе | Франсуа Дюпейрон — Допоможи собі сам, тоді Бог тобі допоможе - Арно Деплешен — Різдвяна казка - Лоран Канте — Клас - Жан-Франсуа Ріше — Ворог держави № 1 та Ворог держави №1: Легенда - Мартен Прово — Серафіна з Санліса |
| Найкращий актор | Найкраща акторка |
| Венсан Кассель — Ворог держави № 1 та Ворог держави №1: Легенда - Андре Дюссольє — Кортекс - Клод Ріш — Допоможи собі сам, тоді Бог тобі допоможе - Альбер Дюпонтель — Два дні дня убивства - Кад Мерад — Лашкаво прошимо - Гійом Депардьє — Версаль                        | Іоланда Моро — Серафіна з Санліса - Катрін Фро — Слід ангела - Фелісіте Вуассі — Допоможи собі сам, тоді Бог тобі допоможе - Крістін Скотт Томас — Я так давно тебе кохаю - Сільві Тестю — Саган                           |
| Найперспективніший актор | Найперспективніша акторка |
| Мохамед Бушаїб — Маскарад - Еміль Берлінг — Високі стіни - Франсуа Сівіль — Або помру, або виживу - Антон Балекджан — Мир до нас - Марк Кортес — Хамза | Нора Арнезедер — Париж! Париж! - Бертілль Ноель-Брюно — Дівчинка і лисеня - Каріна Теста — Дівчина і ангели - Лейла Бехті — Дівчина і ангели - Леа Сейду — Очаровашка - Сара Реґюйє — Маскарад                             |
| Найкращий сценарій | Найкращий франкомовний фільм |
| Я завжди хотів бути гангстером — Самюель Беншетрі - Клас — Франсуа Бегодо, Робін Кампійо та Лорен Канте - Серафіна з Санліса — Марк Абдельнур та Мартін Прово - Лашкаво прошимо — Дені Бун, Александр Шарло та Франк Маньє - Луїза-Мішель — Бенуа Делепін та Густав Керверн | Мовчання Лорни — Бельгія Франція Італія Німеччина - Джонні — Скажений Пес — Франція Бельгія Ліберія - Дім — Швейцарія - Румба — Бельгія Франція - Фару, богиня води — Малі Франція Канада Буркіна-Фасо Німеччина           |
| Найкращий оператор | Приз глядацький симпатій (представлено TV5Monde) |
| Аньєс Годар — Дім | Клас — Лоран Канте |